# 28418 Pornwasu
28418 Pornwasu è un asteroide della fascia principale. Scoperto nel 1999, presenta un'orbita caratterizzata da un semiasse maggiore pari a 2,2991772 UA e da un'eccentricità di 0,1460770, inclinata di 0,41681° rispetto all'eclittica.